# Col sangue
Col sangue è il secondo album in studio del rapper italiano Ntò, pubblicato il 23 settembre 2016 dalla NoMusic.

## Tracce
1. La prima ora (feat. Mokadelic) – 4:03
2. Fratm (feat. Gué Pequeno) – 4:29
3. È tutto overo – 2:52
4. Impero – 4:03
5. Quando passi pt.2 (feat. Fabio Villani & Lola De Simone) – 3:04
6. Mamma single (feat. Tormento) – 3:56
7. L'ultima volta (feat. Gemitaiz & Rischio) – 4:29
8. Mai in vacanza (feat. Katerfrancers) – 2:49
9. Ama me (feat. G.Lu) – 3:18
10. Un no è un sì (feat. Andrea D'Alessio) – 3:33
11. Che succede? (feat. Pina Turco) – 5:13
12. Fuori – 3:17
13. 'Na stella 'e ccà (feat. Vale Lambo) – 3:45
14. Il ballo dei macellai (feat. Cenzou, Clementino, Marracash & Izi) – 3:45
15. Vale a dire – 4:05

## Formazione
Musicisti
- Ntò – voce
- Gué Pequeno – voce aggiuntiva (traccia 2)
- Tormento – voce aggiuntiva (traccia 6)
- Gemitaiz – voce aggiuntiva (traccia 7)
- Rischio – voce aggiuntiva (traccia 7)
- Vale Lambo – voce aggiuntiva (traccia 13)
- Clementino – voce aggiuntiva (traccia 14)
- Marracash – voce aggiuntiva (traccia 14)
- Izi – voce aggiuntiva (traccia 14)
- Katerfrancers - voce aggiuntiva (traccia 8)

## Classifiche
| Classifica (2016) | Posizione massima |
| ----------------- | ----------------- |
| Italia            | 28                |